# 圣丰
圣丰（法語：Saint-Fons，法語發音：[sɛ̃ fɔ̃]）是法国里昂大都会的一个市镇，属于里昂区。

## 地理
圣丰（45°42'31"N, 4°51'12"E）面积6.06 平方千米，位于法国奥弗涅-罗讷-阿尔卑斯大区里昂大都会，后者为法国的一个特殊地位集体，自2015年脱离罗讷省成立，位于法国中东部，中心城市为里昂。
与圣丰接壤的市镇（或旧市镇、城区）包括：里昂、费赞、伊里尼、韋尼雪、乌兰-皮埃尔贝尼特。
圣丰的时区为UTC+01:00、UTC+02:00（夏令时）。

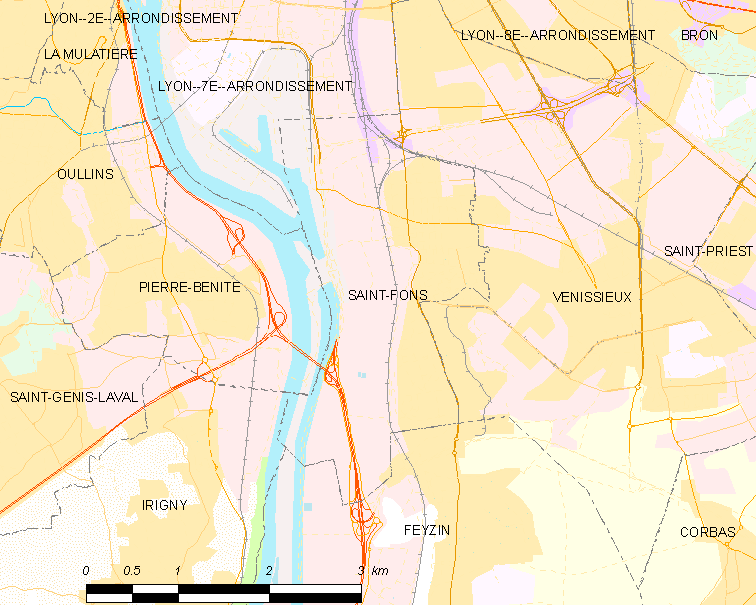
圣丰的OSM定位图

## 行政
圣丰的邮政编码为69190，INSEE市镇编码为69199。

## 政治
圣丰的现任市长为克里斯蒂安·迪谢纳（Christian Duchêne）先生，任期为2020-2026年。

## 人口

1962-2008年间圣丰人口变化图示

圣丰于2022年1月1日时的人口数量为19549人。